# Чотири Благородні Істини
Чотири шляхетні істини (чатварі ар'ясатьяні — чотири благородні істини, чотири істини Святого) — одне з базових вчень буддизму, якого дотримуються всі його школи. Чотири шляхетні істини сформулював сам Будда Шак'ямуні. Вони представляють зміст перших настанов, які він давав після Пробудження. Ці повчання давалися його товаришам-аскетам, з якими він раніше разом практикував аскезу.

## Перша Істина
Дукха — Істина про страждання (дукха або дуккха, санскр. दुःख — хвороба і страждання).
Шляхетна істина про страждання:
Світ повний страждань. Народження — страждання, хвороба — страждання, смерть — страждання. З'єднання з неприємним — страждання, розлучення з приємним — страждання. Навіть нейтральні емоційні стани не вільні від впливу причин і обставин, які людина не може контролювати. Людина залучена в процес, який передбачає страждання.

## Друга Істина
Самуд — Істина про походження і причини страждання (карма або самуд (санскр. समुदाय) — джерело дукхи).
Шляхетна істина про причини страждань: «Моя огида та погана карма є причинами мого страждання і умовами страждання інших».
Причина страждання полягає в жадобі (пристрасті) (ТАНГу), що призводить до круговороту народження і смерті (сансари). Джерело страждання — прихильність і ненависть. Решта згубних емоцій, як правило, породжені ними. Їхні наслідки призводять до страждання. Корінь прихильності й ненависті — в невіданні, незнанні істинної природи всіх істот і неживих предметів. Це не просто наслідок недостатнього знання, але хибний світогляд, вигадування повної протилежності істини, помилкове розуміння реальності.

## Третя Істина
Ніродха — Істина про справжнє припинення страждання та усунення його джерел (істина про нірвану або ніродха (санскр. निरोध,  nirodha IAST, букв. «придушення») — припинення дукхи).
Шляхетна істина про припинення страждань: «Моє щастя — результат мого доброго мислення і моєї доброї карми».
Стан, в якому немає страждань, досяжний. Усунення забруднень розуму (прихильності, ненависті, заздрості й нетерпимості) — це і є істина про стан за межами страждання і причин.

## Четверта Істина
Марга — Істина про шлях до припинення страждання (санскр. मार्ग,  mārga IAST, букв. «Шлях»).
Шляхетна істина про шлях: «Моє благе мислення є причиною мого щастя і умовою щастя інших».
Запропоновано так званий серединний або Вісімковий Шлях досягнення нірвани. Цей шлях напряму пов'язаний з трьома різновидами плекання чеснот: моральністю, зосередженням і мудрістю. Духовна практика проходження цими шляхами призводить до істинного припинення страждання і знаходить свою найвищу точку в нірвані.

### Наукова література
- Отрощенко І. В. БУДДИСТИ В УКРАЇНІ [Архівовано 7 березня 2016 у Wayback Machine.] [Електронний ресурс] // Енциклопедія історії України: Т. 1: А-В / Редкол.: В. А. Смолій (голова) та ін. НАН України. Інститут історії України. — К.: В-во «Наукова думка», 2003. — 688 с.: іл. ISBN 966-00-0734-5 (С.?)
- Шераб Чодзин Кон. Характеристики Життя Будди. Шлях до свободи ума. — К. : Факт, 2007. — С. ?. — ISBN 978-966-359-174-2.
- Армстронг К. Будда. — 2-е изд. — М. : Альпина нон-фикшн, 2016. — 224 с. — ISBN 978-5-91671-518-7. (С.?)
- Андросов В. П. Четыре Благородные истины // Будда Шакьямуни и индийский буддизм. Современное истолкование древних текстов. — М. : Восточная литература (издательство), 2001. — С. 148—154. — ISBN 5-02-018236-2.
- Андросов В. П. Большая российская энциклопедия : [в 36 т.] / председ. ред. кол. Ю. С. Осипов, отв. ред. С. Л. Кравец. — М. : Науч. изд-во «БРЭ», 2017. — Т. 34. Хвойка — Шервинский. — С. 513. — ISBN 978-5-85270-372-9. (рос.)
- Дюмулен Г. История дзэн-буддизма. — М. : ЗАО Центрполиграф, 2003. — 317 с. — ISBN 5-9524-0208-9. (С.?)
- Лысенко В. Г. Буддизм // Индийская философия: Энциклопедия. — М. : Вост. лит.; Академический Проект; Гаудеамус, 2009. — С. 169—177. — ISBN 978-5-02-036357-1, ISBN 978-5-8291-1163-2, ISBN 978-5-98426-073-2.
- Лысенко В. Г. Ранний буддизм: религия и философия. Учебное пособие. — М. : ИФ РАН, 2003. — 246 с. — ISBN 5-201-02123-9. (С.?)
- Лысенко В. Г. Чатвари арья сатьяни // Философия буддизма: энциклопедия. — М. : Восточная литература (издательство), 2011. — С. 780—783. — ISBN 978-5-02-036492-9.
- Сутры праджняпарамиты и специфика китайского буддизма // Духовная культура Китая: энциклопедия: в 5 т. Т. 2: Мифология. Религия. — М. : Восточная литература (издательство), 2007. — С. 284—287. — ISBN 978-5-02-018430-5.
- Торчинов Е. А. Благородные истины, четыре // Буддизм: Карманный словарь. — СПб. : Амфора, 2002. — С. 19—21. — ISBN 5-94278-286-5. (С.?)
- Торчинов Е. А. Введение в буддологию. Курс лекций. — СПб. : Санкт-Петербургское философское общество, 2000. — 304 с. — ISBN 5-93597-019-8. (С.?)
- Урбанаева И. С. Четыре Благородные Истины: презентация общего Учения Будды во взаимосвязи философии и медитации // Буддийская философия и медитация в компаративистском контексте (на основе индо-тибетских текстов и живой традиции тибетского буддизма). — Улан-Удэ : ИМБТ СО РАН, 2014. — С. 178—283. — ISBN 978-5-8200-0347-9.

### Буддійська література
- Геше Джампа Тинлей. Четыре благородные истины: Комментарий ко второму тому «Ламрим Ченмо» Дже Цонкапы. — Улан Удэ : Дже Цонкапа, 2012. — 532 с. — ISBN 978-5-904974-09-1.
- Далай-лама XIV. Четыре Благородные Истины. Основные принципы буддийского учения. — Новосибирск : Дже Цонкапа, 2015. — 94 с. — ISBN 978-5-904974-56-5.
- Кеннетт Д. Четыре благородные истины // Водой торгуя у реки: Руководство по дзэнской практике. — СПб. : Наука, 2005. — С. 35—37. — ISBN 5-02-026884-4.
- Сунг Сан. Четыре Благородные Истины // Компас дзэн. — СПб. : Нестор-История, 2017. — С. 122—123. — ISBN 978-5-4469-1020-5.
- Шри Дхаммананда, Аджан Ча. Четыре Благородные Истины // Во что верят буддисты. Страдание можно прекратить. — М. : ИПЛ, 2017. — С. 117—120. — ISBN 978-5-4260-0123-7.